# Apodanthera sagittifolia
Apodanthera sagittifolia är en gurkväxtart som först beskrevs av August Heinrich Rudolf Grisebach, och fick sitt nu gällande namn av Mart. Crov. Apodanthera sagittifolia ingår i släktet Apodanthera och familjen gurkväxter.

## Underarter
Arten delas in i följande underarter:
- A. s. dissecta
- A. s. villosa